# Amazonska morska krava
Amazonska morska krava (znanstveno ime Trichechus inunguis) je vrsta morske krave, ki živi v porečju Amazonke v Braziliji, Peruju, Kolumbiji in Ekvadorju. Ima tanko, nagubano rjavkasto ali sivo kožo z drobnimi dlakami, raztresenimi po telesu, in belo liso na prsih. Je najmanjša od treh obstoječih vrst morske krave.

## Taksonomija
Posebno ime inunguis je latinsko za 'brez nohtov'. Ime rodu Trichechus izhaja iz latinščine in pomeni 'lasje', kar se nanaša na brke okoli ust morske krave.

## Fizične lastnosti
Amazonska morska krava je najmanjši član družine morskih krav in se razlikuje po bolj gladki gumijasti koži in pomanjkanju ostankov nohtov na plavutkah. Opaženi razponi telesne teže in velikosti so 7,5–346 kg in 76,0–225 cm  za samce v ujetništvu, 8,1–379 kg in 71,0 –266 cm za samice v ujetništvu in 120,0–270 kg in 162,0–230 cm za prosto paseče morske krave. Največja dejanska teža amazonske morske krave je 379 kilogramov. Teleta te vrste se skotijo s težo 10–15 kg in dolžino 85–105 cm. Amazonske morske krave se povečajo v dolžino približno 1,6-2,0 mm na dan. Ta dolžina se meri vzdolž ukrivljenosti telesa, zato se lahko absolutna dolžina med posamezniki razlikuje. Kot teleta pridobijo povprečno 1 kilogram na teden.
Amazonske morske krave so veliki, cilindrično oblikovani sesalci, s sprednjimi okončinami, spremenjenimi v plavuti, brez prostih zadnjih okončin in zadnjim delom telesa v obliki ploščatega, zaobljenega, vodoravnega vesla. Prilagodljive plavuti se uporabljajo za pomoč pri gibanju po dnu, praskanju, dotikanju in celo objemanju drugih morskih krav ter premikanju hrane v usta in čiščenju njih. Zgornja ustnica morske krave je spremenjena v veliko ščetinasto površino, ki je globoko razdeljena. Med hranjenjem lahko neodvisno premika vsako stran ustnic. Splošna obarvanost je siva in večina amazonskih morskih krav ima izrazito belo ali svetlo rožnato liso na prsih.
Amazonske morske krave, podobno kot vse živeče vrste morskih krav iz družine Trichechidae, imajo polifiodontne zobe. Njihovi zobje se neprekinjeno menjajo vodoravno od repnega dela čeljusti do rostralnega dela skozi življenje morske krave, kar je edinstvena lastnost med sesalci. Samo najbližji živeči sorodnik reda Sirenia, sloni, kaže podobno značilnost nadomeščanja zob, vendar imajo sloni omejen nabor teh nadomestnih zob. Ko se zobje pri morski kravi premikajo rostralno, se bodo korenine resorbirale in tanka sklenina se bo obrabljala, dokler zob na koncu ne izpade. Zobje morske krave, ki se imenujejo lični zobje, niso prišli do diferenciacije zob morske krave na kočnike in premolarje, morske krave pa poleg tega nimajo sekalcev ali pasjih zob. Ti zobje migrirajo s hitrostjo približno 1–2 mm/mesec, odvisno od stopnje obrabe in žvečenja.
Amazonska morska krava nima nohtov na plavutkah, kar jo loči od drugih morskih krav. Poleg tega imajo zelo majhno stopnjo rostralnega odklona (30,4°), ki se lahko uporablja kot pokazatelj, kje v vodnem stolpcu se žival hrani. Majhna stopnja upogiba pomeni, da je konec gobca bolj raven glede na repni del čeljusti. Živali z večjo stopnjo odklona, kot je D. dugong pri približno 70° odklona, so bolj bentoške vrste, prehranjujejo se z morskim dnom in imajo gobce, ki so obrnjeni skoraj povsem ventralno. Le T. senegalensis ima manjši rostralni odklon okoli 25,8°. To naj bi povečalo učinkovitost hranjenja. Majhna stopnja rostralnega odklona omogoča amazonskim morskim kravam, da se učinkoviteje prehranjujejo na površini vode, kjer je večina njihove hrane.

## Vedenje in biologija
Amazonska morska krava je edina morska krava, ki živi izključno v sladkovodnem okolju. Vrsta se zanaša na spremembe v perifernem obtoku za svoj primarni mehanizem za termoregulacijo z uporabo sfinktrov za preusmerjanje krvnega pretoka iz delov telesa v tesnem stiku z vodo. Za zmanjšanje izgube toplote se zanašajo tudi na podkožno maščobo.
Morske krave imajo nosnice, ne lukenj za pihanje kot drugi vodni sesalci, ki se zaprejo, ko so pod vodo, da preprečijo vstop vode, in se odprejo, ko so nad vodo, da dihajo. Čeprav lahko morske krave ostanejo pod vodo dlje časa, je običajno, da vsakih pet minut vstanejo na površje za zrak. Najdaljša dokumentirana potapljanje amazonske morske krave v ujetništvu je 14 minut.
Manatini izvajajo sezonska gibanja, ki so usklajena s poplavnim režimom Amazonskega porečja. Najdemo jih v poplavnih gozdovih in travnikih v času poplav, ko je hrane v izobilju. Amazonske morske krave imajo najmanjšo stopnjo rostralnega odklona (25° do 41°) med sirenami, kar je prilagoditev na prehranjevanje bližje vodni gladini. It is both nocturnal and diurnal and lives its life almost entirely underwater. Je tako nočna kot dnevna in skoraj v celoti živi pod vodo. Iz vodne gladine štrlijo le nosnice, medtem ko išče rastlinje na dnu rek in jezer.
Amazonske morske krave in karibski lamantin (Trichechus manatus) so edine znane morske krave, ki vokalizirajo. Opažene so bile, kako se oglašajo sami ali z drugimi, zlasti med kravami in njihovimi teleti.

### Prehrana
Prehranjujejo se z različnimi vodnimi hidrofiti, vključno z Araceae (zlasti pistia, imenovana 'vodna solata'), travami, mešinko (Utricularia), rogovnjaki, lokvanjevkami (Nymphaeaceae) in zlasti vodnimi hijacintami (Pontederia crassipes). Znano je tudi, da jedo palmove plodove, ki padejo v vodo. Pri ohranjanju rastlinojede prehrane ima morska krava podoben prebavni proces po želodcu kot konj. Morska krava dnevno zaužije s hrano približno 8 % svoje telesne teže.
V sušnem obdobju julij–avgust, ko gladina vode začne padati, postanejo nekatere populacije omejene na globoke dele velikih jezer, kjer pogosto ostanejo do konca sušnega obdobja v marcu. V tem obdobju naj bi se postile, njihove velike zaloge maščobe in nizka presnovna stopnja – le 36 % običajne presnovne stopnje placentnega sesalca – jim omogočata preživetje do sedem mesecev z malo ali brez hrane.

### Razmnoževanje in življenjski cikel
Amazonska morska krava je sezonski rejec z gestacijsko dobo 12–14 mesecev in podaljšanim obdobjem telitve. Večina rojstev se zgodi med decembrom in julijem, s približno 63 % med februarjem in majem, v času naraščajoče gladine rek v njihovi domači regiji. Ko se tele skoti, začne jesti, medtem ko ostane pri materi 12 – 18 mesecev.
Divji posamezniki imajo življenjsko dobo približno 30 let. Rekordna življenjska doba v ujetništvu je bila 17 let.

## Populacija in razširjenost
Od leta 1977 je bilo število osebkov amazonske morske krave ocenjeno na približno 10.000. Trenutno skupno število ni določeno, vendar se zdi, da se trend zmanjšuje. Razširjene so predvsem v porečju reke Amazonke v severni Južni Ameriki, od otoka Marajó v Braziliji do Kolumbije, Peruja in Ekvadorja. Občasno jih najdemo da se prekrivajo s Karibskim lamantinom ob obalah Brazilije.
Amazonske morske krave se pojavljajo skozi večino porečja reke Amazonke, od izvirov v Kolumbiji, Ekvadorju in Peruju do ustja Amazonke (blizu otoka Marajó) v Braziliji na približno sedmih milijonih kvadratnih kilometrih. Vendar pa je njihova porazdelitev neenakomerna, koncentrirajo se na območjih s hranili bogatih poplavnih gozdov, ki pokrivajo okoli 300.000 km². Naseljujejo tudi okolja v nižinskih tropskih območjih pod 300 m nadmorske višine, kjer je velika proizvodnja vodnih in polvodnih rastlin; najdemo jih tudi v mirnih, plitvih vodah, stran od človeških naselij.
Amazonska morska krava je popolnoma vodna in nikoli ne zapusti vode. Je edina morska krava, ki se pojavlja izključno v sladkovodnih okoljih. Obožujejo zaledna jezera, mrtvice in lagune z globokimi povezavami z velikimi rekami in obilno vodno vegetacijo. Večinoma so samotarji, včasih pa se zberejo v majhnih skupinah, ki jih sestavlja do osem osebkov. Ukvarjajo se z dolgimi sezonskimi premiki, ki se premikajo od poplavljenih območij v deževnem obdobju do globokih vodnih teles v sušnem obdobju.
Naravni plenilci so jaguarji, morski psi in krokodili.

## Nezakonit lov
Glavna nevarnost za amazonsko morsko kravo je nezakonit lov. Lovijo se za samostojno in lokalno uporabo, ne komercialno. Lov je povzročil velik upad populacije in nizko številčnost populacije. Med letoma 1935 in 1954 naj bi bilo pobitih več kot 140.000 morskih krav. Kljub veljavnim zakonom, ki prepovedujejo lov, se ta še vedno izvaja tudi na zavarovanih območjih. Tradicionalne harpune so najpogostejše orožje, ki se uporablja proti morskim kravam, vendar je v Ekvadorju znano, da jih lovijo tudi v pasti za ribe Arapaima.
Lovijo jih predvsem zaradi njihovega visoko dragocenega mesa, maščobo in kožo pa uporabljajo tudi za kuhanje in za pripravo zdravil. Meso se prodaja lokalno sosedom ali na tržnicah. Lahko se nezakonito prodaja kot klobasa ali mixira na javnih trgih v Braziliji in Ekvadorju. Mixira je meso, konzervirano v lastni maščobi in je drago, kar žene lovce.
Med letoma 2011 in 2015 je bilo v eni sami regiji Brazilije za meso ubitih 195 morskih krav. V drugi regiji je bilo med letoma 2004 in 2014 na zaščitenem območju ubitih 460.

## Ohranjanje
Rdeči seznam IUCN uvršča amazonsko morsko kravo med ranljive. Zmanjšanje populacije je predvsem posledica lova, pa tudi umrljivosti telet, podnebnih sprememb in izgube habitata. Vendar pa je zaradi njihovega motnega vodnega habitata težko pridobiti natančne ocene populacije.
Ni nacionalnih načrtov upravljanja, razen v Kolumbiji. Od leta 2008 INPA skrbi za 34 morskih krav v ujetništvu, CPPMA pa za 31 morskih krav. Morska krava je od leta 1973 zavarovana s perujsko zakonodajo z vrhovnim odlokom 934-73-AG, ki prepoveduje lov in komercialno uporabo morske krave.
Lov ostaja največji problem in se nadaljuje v večjem delu njenega območja, tudi znotraj rezervatov. Leta 1986 je bilo ocenjeno, da je stopnja lova v Ekvadorju nevzdržna in da bo iz te države izginil v 10–15 letih. Medtem ko se lov še vedno pojavlja, se domneva, da je vedno večje tveganje za nadaljnje preživetje v Ekvadorju tveganje razlitja nafte. Raziskovanje nafte pomeni tudi povečanje ladijskega prometa po rekah.
Amazonske morske krave v Peruju so doživele velik del svojega upada zaradi lova ljudi na meso, maščobo, kožo in druge materiale, ki jih je mogoče zbrati iz morske krave. Takšen lov se izvaja s harpunami, zabodnimi mrežami in nastavljenimi pastmi. Večji del tega lova poteka v jezerih in potokih blizu nacionalnega rezervata Pacaya-Samiria v severovzhodnem Peruju. Vrsta je počasna, poslušna in se pogosto prehranjuje na gladini jezer in rek, v katerih živi. Morske krave so ogrožene tudi zaradi onesnaženja, nenamerne utopitve v komercialnih ribiških mrežah in degradacije vegetacije zaradi erozije tal, ki je posledica krčenja gozdov. Poleg tega nediskriminatorno sproščanje živega srebra pri rudarskih dejavnostih ogroža celoten vodni ekosistem porečja Amazonke.